# Omland
Omland är, inom geografin, det område kring en stad eller tätort där området har sitt handelscentrum.
Begreppet används främst inom ekonomisk geografi som benämning för något perifert som omger något centralt, samt dessas ömsesidiga beroenden.